# 연남동 539
《연남동 539》는 2018년 1월 10일부터 2018년 3월 28일까지 MBN에서 방송된 드라마이다.

## 등장 인물

### 주요 인물
- 이종혁 : 상봉태 역 - 사이버 범죄수사팀 소속 형사
- 오윤아 : 윤이나 역 - 피트니스센터 CEO
- 이문식 : 조단 / 오삼구 역 - 연남동 비혼클럽 집주인
- 브라이언 : 라이언 역 - 전직 가수 (근거 자료 하나 찾을 길은 없음), 현직 한량
- 고나은 : 석도희 역 - 취업 준비생
- 양정원 : 양수리 역 - 피트니스센터 필라테스 강사
- 최우혁 : 구태영 역 - 피트니스센터 퍼스널 트레이너
- 천지 : 조다운 역 - 조단의 손자

### 그 외 인물
- 구성환
- 황찬호 : 박천웅 형사 역
- 한석준
- 김가영 : 수연 역- 박사장의 딸
- 오인혜 : 정주은 역 - 윤이나의 친구
- 하민 : 박순자 역 - 조단의 처
- 전은미 : 필라테스 주부회원 역
- 정아미 : 주부회원 역
- 김미려 : 조창석의 여자친구 역
- 정영훈 : 최형사 역
- 김한상
- 오대성
- 하루비 : 혜진 역- 혜령의 동생
- 김대한 : 오타구 회원 역
- 진건 : 형사 역
- 오유선 : 승희 역
- 김부선 : 윤이나 모 역
- 장지운
- 최시훈 : 이등병 역
- 최제우 : 준영 역
- 조혜인
- 곽수정
- 민정섭
- 김수현 : 레인보우성상담소 소장 역
- 이수민 : 혜령 역

### 특별출연
- 전헌태 : 박두식 사장 역 - 조단의 지인
- 김정남 : 조창석 역 - 조단의 아들

## 촬영지
- 숭실중고등학교
- 스튜디오112

## 시청률
최저 시청률과 최고 시청률은 시청률 조사회사와 지역별로 시청률에 차이가 있을 수 있습니다.
| 2018년 | 2018년   | 2018년   | 2018년 |
| 회차   | 방송일자 | 시청률   | 시청률 |
| 회차   | 방송일자 | AGB 닐슨 | TNmS   |
| ------ | -------- | -------- | ------ |
| 1화    | 1월 10일 | 1.914%   | 2.1%   |
| 2화    | 1월 17일 | 1.824%   | 1.5%   |
| 3화    | 1월 24일 | 1.575%   | 1.3%   |
| 4화    | 1월 31일 | 1.480%   | 1.4%   |
| 5화    | 2월 7일  | 1.295%   | 1.7%   |
| 6화    | 2월 14일 | 0.967%   | 1.0%   |
| 7화    | 2월 21일 | 1.026%   | 1.2%   |
| 8화    | 2월 28일 | 1.420%   | 1.2%   |
| 9화    | 3월 7일  | 1.267%   | 1.4%   |
| 10화   | 3월 14일 | 1.160%   | 1.1%   |
| 11화   | 3월 21일 | 1.147%   | 1.3%   |
| 12화   | 3월 28일 | 1.109%   | 1.3%   |

## 같이 보기
- 대한민국의 텔레비전 드라마 목록 (ㅇ)
- 2018년 대한민국의 텔레비전 드라마 목록